# 牛津圆环

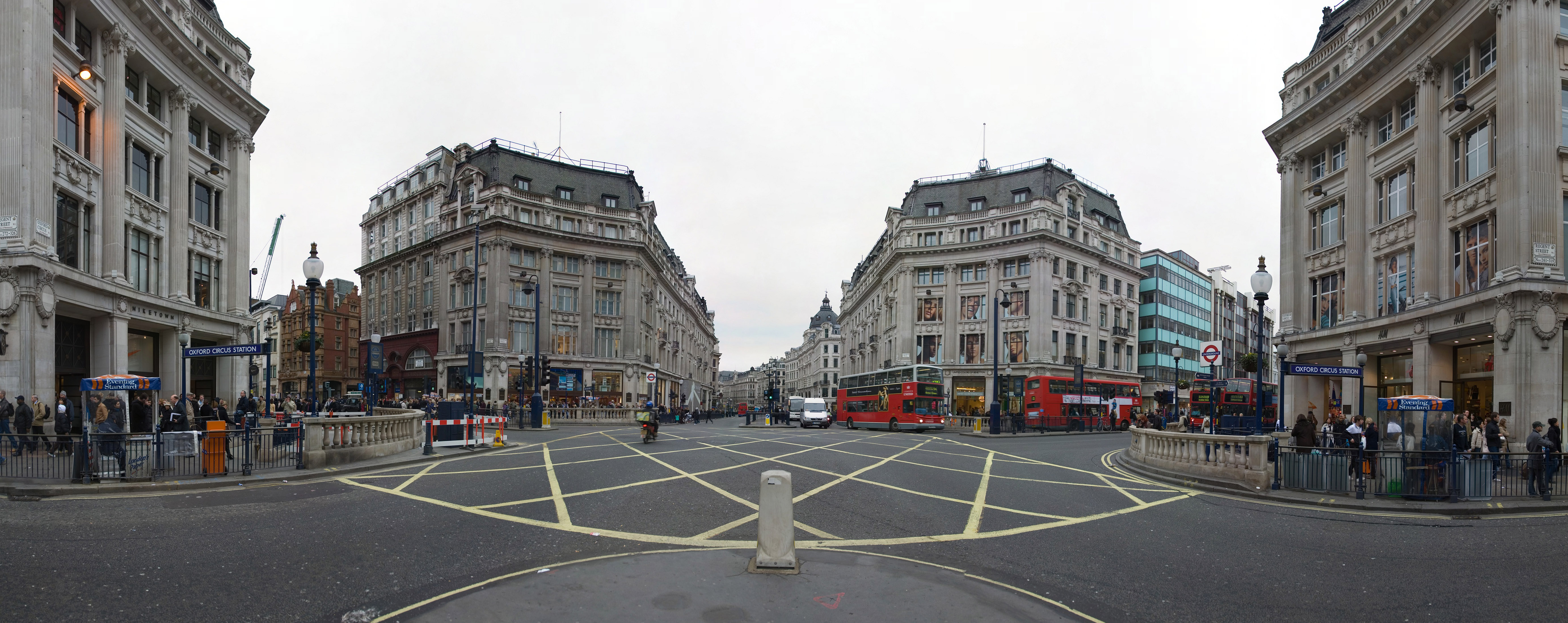
牛津圆环全景

牛津圆环（英語：Oxford Circus）位于伦敦西区西敏市，摄政街和牛津街繁忙的十字路口，其地下为倫敦地铁牛津圆环站。
该地区建于19世纪初，由约翰·纳什设计。
2009年，市议会在牛津圆环设置类似日本东京的澀谷交叉口的行人保護時相，让消费者可直行或對角線穿越。